# Morrison (Iowa)
Morrison és una població dels Estats Units a l'estat d'Iowa. Segons el cens del 2000 tenia 97 habitants.

## Demografia
Segons el cens del 2000, Morrison tenia 97 habitants, 43 habitatges, i 30 famílies. La densitat de població era de 374,5 habitants/km².
Dels 43 habitatges en un 23,3% hi vivien nens de menys de 18 anys, en un 55,8% hi vivien parelles casades, en un 4,7% dones solteres, i en un 30,2% no eren unitats familiars. En el 25,6% dels habitatges hi vivien persones soles l'11,6% de les quals corresponia a persones de 65 anys o més que vivien soles. El nombre mitjà de persones vivint en cada habitatge era de 2,26 i el nombre mitjà de persones que vivien en cada família era de 2,67.
Per edats la població es repartia de la següent manera: un 18,6% tenia menys de 18 anys, un 6,2% entre 18 i 24, un 18,6% entre 25 i 44, un 34% de 45 a 60 i un 22,7% 65 anys o més.
L'edat mediana era de 48 anys. Per cada 100 dones de 18 o més anys hi havia 146,9 homes.
La renda mediana per habitatge era de 26.250 $ i la renda mediana per família de 31.875 $. Els homes tenien una renda mediana de 21.500 $ mentre que les dones 15.625 $. La renda per capita de la població era de 12.538 $. Cap de les famílies i l'11,6% de la població estaven per davall del llindar de pobresa.

## Poblacions més properes
El següent diagrama mostra les poblacions més properes.